# João de Sousa Pereira
 João de Sousa Pereira  (Ilha Terceira, Açores, Portugal, 1823 — Ilha Terceira, Açores, Portugal) foi um poeta e jornalista português e exerceu a profissão de tipógrafo.

## Biografia
Escreveu para o jornal "O Angrense", onde publicou algumas produções em prosa e verso com o pseudónimo Matias Alberto, mais tarde foi empregado na conservatória de Angra do Heroísmo, chegando a ser ajudante da mesma conservatória.